# Sabine Liebig

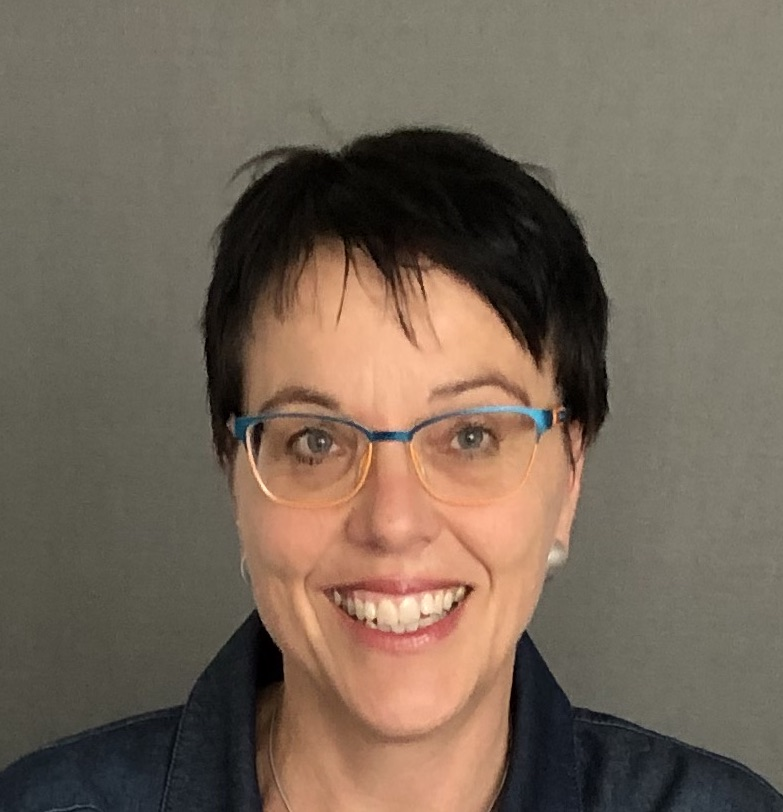
Sabine Liebig

Sabine Liebig (* 1964 in Ravensburg) ist eine deutsche Historikerin.

## Leben
Sabine Liebig studierte von 1983 bis 1988 an der PH Weingarten Lehramt für Grund- und Hauptschule mit den Fächern Englisch, Geschichte und Hauswirtschaft/Textiles Werken. Sie arbeitete von 1985 bis 1986 als assistant teacher in Leeds an zwei Schulen und besuchte auch die University of Leeds. Nach ihrem Referendariat in Heidenheim war sie bis 2000 an Grund- und Hauptschulen in Baden-Württemberg tätig, zuletzt an der Kuppelnauschule in Ravensburg. Während dieser Zeit promovierte sie an der Pädagogischen Hochschule Weingarten im Fach Geschichte über das Thema: "Frauenalltag in Siebenbürgen zwischen Nationalsozialismus und Kommunismus; am Beispiel von Maria Klein." Von 2000 bis 2004 arbeitete Sabine Liebig als wissenschaftliche Assistentin in Geschichte und ihre Didaktik an der Leibniz-Universität Hannover.
Seit Oktober 2004 lehrt sie als Professorin für Neuere und Neueste Geschichte und ihre Didaktik an der Pädagogischen Hochschule Karlsruhe.

## Forschungsschwerpunkte
Sabine Liebig forscht unter anderem zu den Themen Migration und Gender. Darüber hinaus lehrt sie "global history", Themen des 19. und 20. Jahrhunderts (u. a. DDR-Geschichte), Aspekte jüdischer Geschichte sowie Geschichtsdidaktik. Ein weiterer Schwerpunkt ist das Frauenwahlrecht 1919. Außerdem arbeitet sie an einem Projekt zu Lehrerinnen im 19. und 20. Jahrhundert auf der Basis des Nachlasses der Lehrerin Febronie Rommel, der ihr zur Bearbeitung freundlicherweise vom Stadtarchiv Freudenstadt zur Verfügung gestellt wurde.

## Vorträge
- 19. Juli 2018 Sommerempfang des Deutschen Juristinnenbundes Regionalgruppe Karlsruhe im Bundesgerichtshof: „Das Stimmrecht ist ein Menschenrecht!“ – Der lange Kampf um politische Partizipation: 100 Jahre Frauenwahlrecht in Deutschland.
- 8. März 2019 Bundesarchiv-Erinnerungsstätte in Rastat:„Das Stimmrecht ist ein Menschenrecht!“ – Der lange Kampf um politische Partizipation: 100 Jahre Frauenwahlrecht in Deutschland.

## Interviews
- Thomas Balbierer: Außereheliche Sexualität war ein No-gos. sueddeutsche.de, 11. August 2019, abgerufen am 16. April 2020.
- Gigi Deppet, Annika Werner: 30.1.1879: Das Lehrerinnenzölibat wird Gesetz. (PodCast) swr.de, 30. Januar 2020, abgerufen am 16. April 2020.

## Publikationen (Auswahl)
- Sabine Liebig: Bei Heirat Entlassung. wochenblatt-reporter.de, 1. August 2019, abgerufen am 16. April 2020.
- Sabine Liebig, Brigitte Übel: 19. Januar 1919: Frauenwahlrecht. Ein Meilenstein zur Gleichberechtigung. In: Zeitpunkte der Geschichte. Kohlhammer, 2020, ISBN 978-3-17-034343-6.
- Sabine Liebig: Eine Frau geht ihren Weg - von Ravensburg nach Siebenbürgen: Frauenalltag in Siebenbürgen zwischen Nationalsozialismus und Kommunismus am Beispiel von. In: Histoire et sciences auxiliaires (= Histoire et sciences auxiliaires. Band 809). Peter Lang GmbH, 1998, ISBN 978-3631341148.
- Sabine Liebig (Hrsg.): Migration und Weltgeschichte. Wochenschau Verlag, 2007, ISBN 978-3899742404.